# Arbeiter-und-Bauern-Miliz
Die Arbeiter-und-Bauern-Miliz wurde in Sowjetrussland durch einen Beschluss des Volkskommissariats für innere Angelegenheiten der RSFSR vom 28. Oktoberjul. / 10. November 1917greg. gebildet.
Die Milizen wurden von den örtlichen Sowjets, die dem Volkskommissariat für innere Angelegenheiten unterstellt waren, geleitet. Am 4. Dezemberjul. / 17. Dezember 1917greg. löste das Volkskommissariat für innere Angelegenheiten die Hauptverwaltung der Miliz der ehemaligen Provisorischen Regierung auf, deren örtliche Organe bei Nichtanerkennung der Sowjets aufgelöst, jedoch im Fall der Anerkennung reorganisiert wurden. Am 5. Juni 1918 bestätigte das Volkskommissariat für innere Angelegenheiten den Entwurf des Dekrets „Über den Arbeiter-und-Bauern-Volksschutz (sowjetische Miliz)“.
Im Juli 1918 ordnete der Gesamtrussische Kongress der Vertreter der Gouvernementssowjets an, feste Führungsstrukturen der Arbeiter-und-Bauern-Miliz zu schaffen. Der Rat der Volkskommissare beriet am 21. August 1918 den Entwurf und beauftragte das Volkskommissariat für innere Angelegenheiten und das Volkskommissariat für Justiz, diesen zu einer Instruktion umzuarbeiten, worauf die Organisationsstruktur der Arbeiter-und-Bauern-Milizen im Oktober 1918 festgelegt wurde.
Bei der Abteilung für die örtliche Verwaltung des Volkskommissariats für innere Angelegenheiten wurde die Hauptverwaltung der Arbeiter-und-Bauern-Milizen gebildet, die von 1918 bis 1921 unter der Leitung von A. M. Dishbit stand. Bei den örtlichen Sowjets wurden Verwaltungen der Arbeiter-und-Bauern-Miliz eingerichtet, die von den Organen des Volkskommissariats für Justiz die Abteilungen der Kriminalbehörden zugeordnet bekamen.
Die Arbeiter-und-Bauern-Miliz arbeitete eng mit der Tscheka und dem Volkskommissariat für Justiz zusammen. Sie unterstützte die Staatsorgane bei der Beschaffung von Lebensmitteln, bei der Unterbindung des Privathandels von Getreide, bei der Durchsetzung der allgemeinen Arbeitspflicht, beim Kampf gegen Gegner der Sowjets, gegen den Schwarzhandel, Schieber und Spekulanten. Die Brigaden der Arbeiter-und-Bauern-Milizen kämpften auch während des russischen Bürgerkriegs an den Fronten.